# ديغبي تايلور
ديغبي تايلور (بالإنجليزية: Digby Taylor)‏ هو بحار نيوزيلندي، ولد في 26 أكتوبر 1941 في أوكلاند في نيوزيلندا، وتوفي في 18 أبريل 2017 في روتوروا في نيوزيلندا.